# La Campagne afghane
La Campagne afghane  est un roman historique de l'auteur américain Steven Pressfield. Il a été publié la première fois en 2006 par Random House, une division de Broadway. Il a pour trame l'invasion du Royaume afghan par Alexandre le Grand (l'Afghanistan de nos jours) en 330 av. J.-C. à travers les yeux de Matthias (Μαντίθεος en grec), un ancien soldat de Macédoine, qui nous conte l'aventure de l’armée macédonienne contre les guerriers de l'est. Matthias se bat dans l’infanterie d'Alexandre Le Grand confrontée à un peuple féroce qui, déterminé à défendre sa terre natale, a recours à des méthodes guerrières extrêmes.
Beaucoup de pages du livre sont dédiées à l’armée d’Alexandre Le Grand se battant contre les Perses (Σπιταμένης en grec). Le « Loup du désert », dont l’armée poursuit des méthodes guerrières barbares est contraire à ses rivaux qui se battent dans les règles. Pressfield présente la férocité et la brutalité des deux camps sans oublier de faire référence à la vanité et la férocité de Alexandre le Grand qui, dans les dernières pages de la nouvelle se marie à Roxanne (Ρωξάνη en grec), la fille d'Oxyartès. Ayant ainsi bien assuré ses droits dans le royaume d’Orient, il se décide à conquérir l’Inde en passant les montagnes du Caucase indien. Il laisse derrière lui plusieurs milieux d’homme d’infanterie et de cavalerie (un cinquième de son armée) pour empêcher le peuple indigène d’une possible insurrection et irruption dans les terres conquises.

## Histoire
Le jeune Matthias originaire de Macédoine suit l’exemple de ses deux frères ainés et s’engage dans la cavalerie d’Alexandre avec son ami proche Lucas (Λυγαίος en Grec). Ce convoi spécial part de Tripoli et, après 125 jours de marche, rencontre l’armée d’Alexandre. Le héros prend part à sa première bataille et se trouve choqué par l’atrocité de ses adversaires et de son propre peuple aussi. Il y a un fait remarquable, en effet les ennemis mis à part leurs méthodes guerrières, recrutent des femmes et des enfants afin de se battre pour leur liberté.
Pendant qu’il marchait, Matthias rencontre Shinar, une femme afghane qui a abandonné son propre peuple, et qui offre ses services de transport de provisions pour l’armée grecque. Nanguali est le code du guerrier barbare ; dont les trois éléments sont: honneur, revanche et hospitalité. L’honneur des femmes, s’il est noirci, peut être récupéré (redevenir sain) seulement par la mort. Matthias résiste à Baz, le frère de Shinar, mais ne réussit pas à trouver un compromis et est déçu par Baz, qui, à la fin tue sa sœur et son bébé.
À la fin de l’histoire, Matthias est laissé sans rien ni personne – il a perdu, ses amis, sa santé et tout espoir. Au lieu de retourner chez lui (sa femme et son fils ont été tués) comme planifié au début, il décide à la place de suivre l’armée Grecque en direction de l’Inde. L’absurdité de la guerre est alors révélée dans toute sa splendeur.

## Réception
Le roman a été bien reçu par les critiques qui l’ont trouvé "vif, incroyablement complet à propos des challenges de la guerre", et qu’à travers les personnages nous en apprenions beaucoup sur la nature humaine.